# Joris van den Bergh
Johannes Antonius Arnoldus (Joris) van den Bergh (Utrecht, 17 februari 1882 – 's-Gravenhage, 1 juli 1953) was een pionier van de Nederlandse (sport)journalistiek.
Hij was oorspronkelijk werkzaam als ambtenaar. Daarnaast schreef hij sinds 1900, voornamelijk over sport, in vele weekbladen en kranten als de Nieuwe Rotterdamsche Courant en het Algemeen Dagblad. Alhoewel hij over verschillende sporten schreef was zijn grote liefde het wielrennen.
Van den Bergh stond mede aan de basis van de eerste Nederlandse deelname aan de Tour de France in 1936. Daarna was hij enige jaren ploegleider in deze ronde. In 1939 gaf hij voor de VARA-microfoon het eerste Nederlandse radioverslag over de Ronde van Frankrijk. Hij schreef een aantal boeken, onder andere over de sprinter Piet Moeskops. De titel van een van zijn boeken, Mysterieuze krachten in de sport, dat handelt over de mentale aspecten en facetten van de sport, is een staande uitdrukking geworden in de Nederlandse sportjournalistiek. Dit boek uit 1941 met een slothoofdstuk van Karel Lotsy werd opnieuw uitgebracht in 2008.
Vele latere sportjournalisten beschouwen hem als de grondlegger van hun vak.

## Tweede Wereldoorlog
Minder bekend is zijn brochure "De Post in de Vloeiweide". In dit 32 pagina's tellende boekje wordt verhaald over de geschiedenis van de laatste dagen van de Tweede Wereldoorlog in de omgeving van de Vloeiweide (Rijsbergen), waar bij de familie Neefs een verzetsploeg was ondergebracht. Op een verschrikkelijke manier zijn hier op 4 oktober 1944 negen personen, leden van de familie Neefs en van de verzetsploeg door de Duitsers om het leven gebracht, terwijl acht andere leden gevangen werden genomen en de volgende dag in het Mastbos zijn gefusilleerd. Ter nagedachtenis aan deze tragische gebeurtenis wordt elk jaar op de eerste zondag na 4 oktober bij het monument op de Vloeiweide een herdenkingsdienst gehouden.